# Therapiekissen

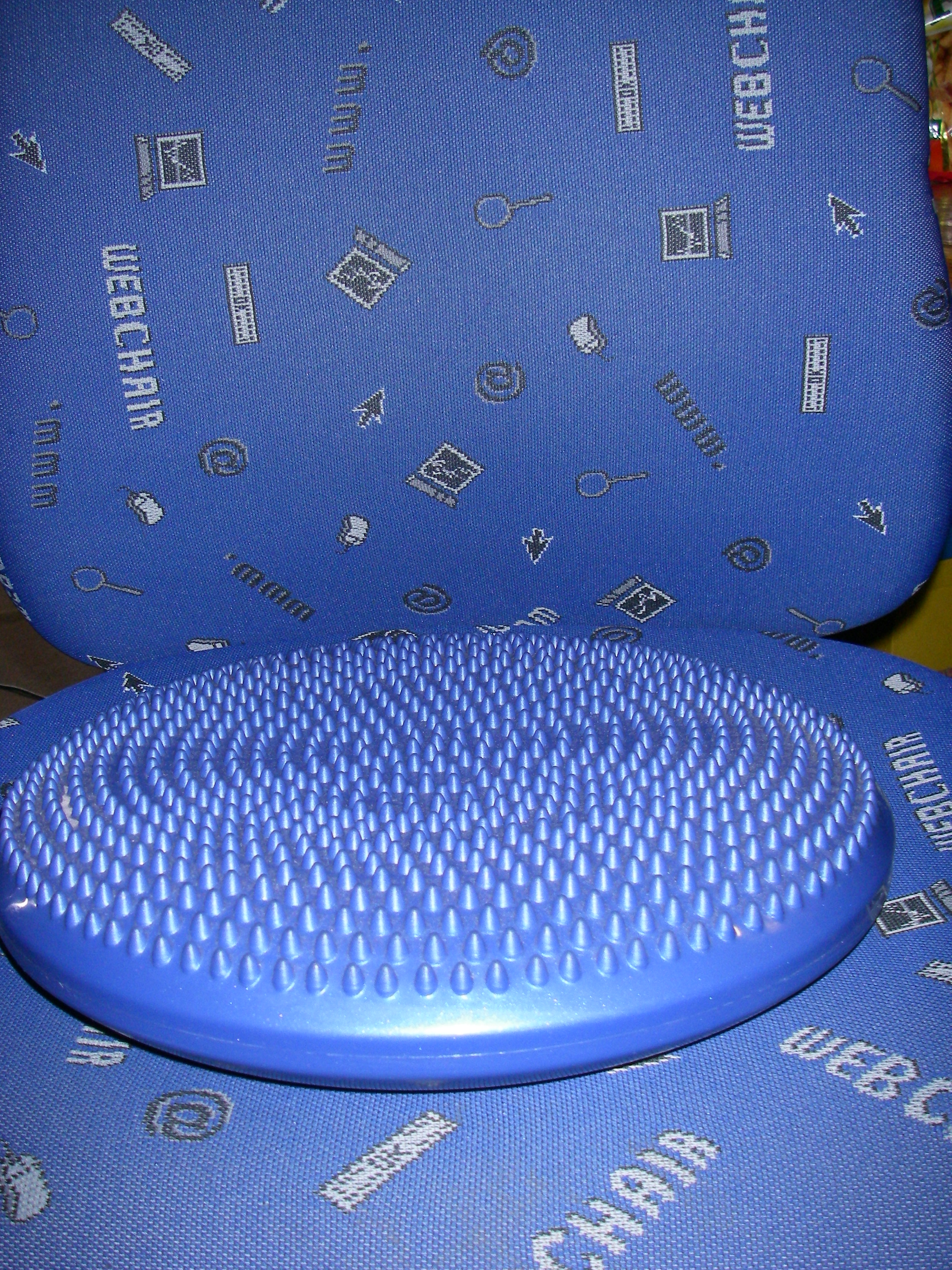
Therapiekissen mit Noppenoberfläche auf einem Bürostuhl

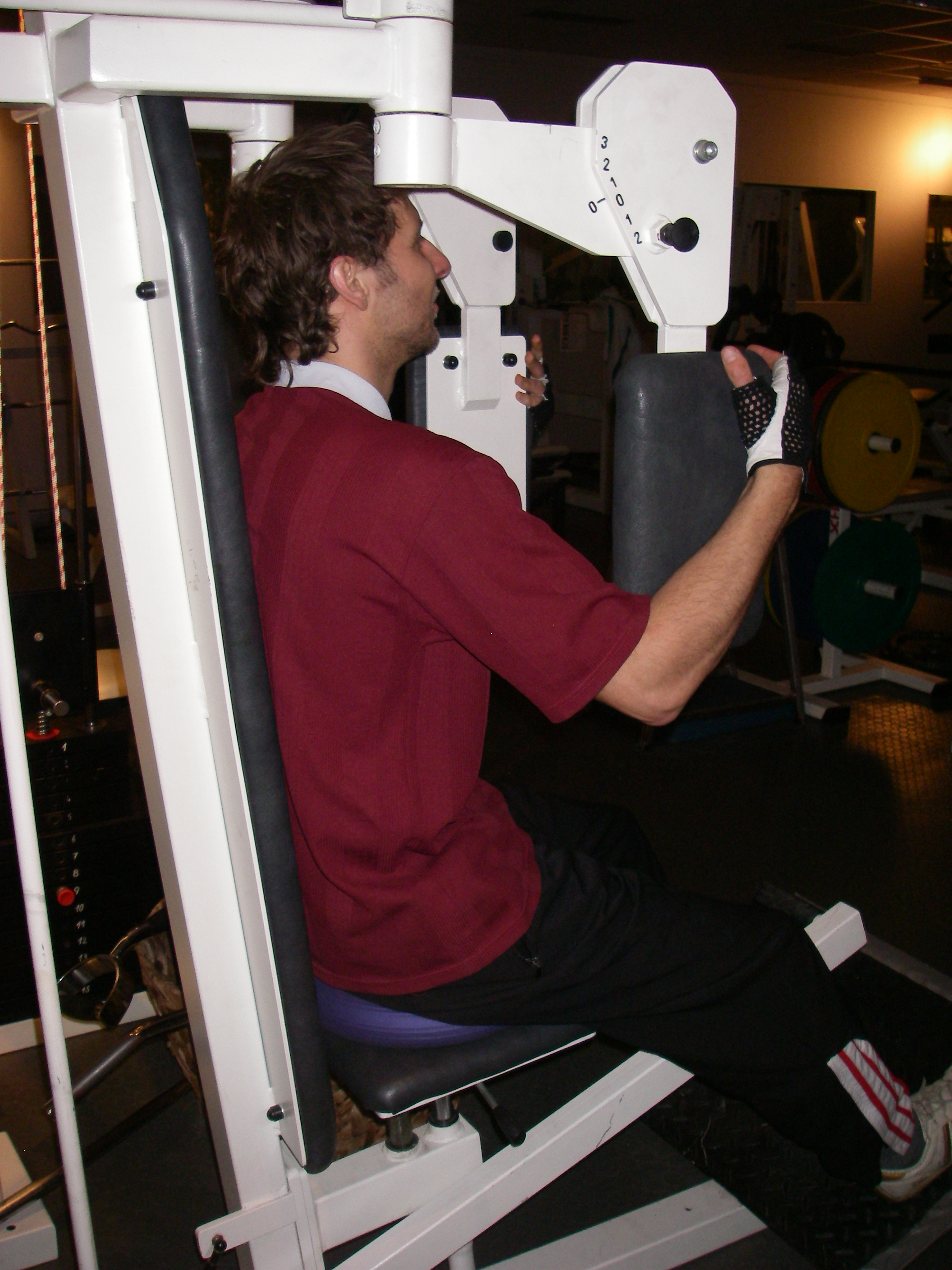
Ballkissen beim Gerätetraining in einem Fitnessstudio

Ein Therapiekissen ist ein physiotherapeutisches und ergotherapeutisches Hilfsmittel. Es wird zur Stärkung der Rückenmuskulatur, Training des Beckenbodens und bei der Nachbehandlung nach Knochenbrüchen im Beckenbereich verwendet. Im Weiteren zur Steigerung der Wahrnehmung von Körperbewegung und -lage im Raum (Propriozeption) im Rahmen von Bewegungstraining, sowie zur ergotherapeutischen Behandlung von entwicklungs- oder lerngestörter Kinder (Sensorische Integration).
Die meist tellerförmigen Therapiekissen sind mit Luft gefüllt und haben eine Höhe von ca. 8 cm. Sie haben einen Durchmesser von 33 bis 50 cm. Neben der runden gibt es auch keilförmige oder quadratische Formen.
Üblicherweise sitzt man auf dem Therapiekissen. Durch die instabile Unterlage werden die Muskeln im Becken- und Rückenbereich trainiert, die Körperspannung nimmt zu, der Gleichgewichtssinn wird angeregt und die Aufmerksamkeit gesteigert.